# William Hooper

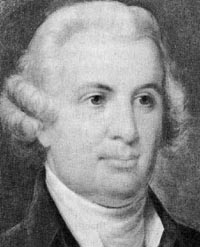
William Hooper

William Hooper (* 28. Juni 1742 in Boston, Province of Massachusetts Bay; † 14. Oktober 1790 in Hillsborough, North Carolina), unterzeichnete als Vertreter North Carolinas die Unabhängigkeitserklärung der Vereinigten Staaten und ist damit einer der Gründerväter der Vereinigten Staaten.

## Leben
William Hoopers Vater gleichen Namens hatte an der Universität Edinburgh studiert, bevor er aus Schottland nach Amerika emigrierte. Er war Pfarrer an der Trinity Church in Boston und ließ seinen Sohn an der Bostoner Lateinschule unterrichten. Er trug sich im Alter von 15 Jahren als Student im zweiten Semester am Harvard College ein und machte 1760 seinen Abschluss. Er studierte Recht und ließ sich 1767 in Wilmington (North Carolina) nieder. Bevor er nach North Carolina zog, absolvierte er eine Lehrzeit bei James Otis Jr. Er nahm 1774 bis 1776 am Kontinentalkongress teil. Während des Amerikanischen Unabhängigkeitskrieges wurde seine Plantage Finian am Masonboro Sund in der Cape Fear Region in North Carolina von den Briten niedergebrannt, die Wilmington besetzt hielten. Hooper wurde 1789 zum Bundesrichter ernannt, konnte aber wegen seines schlechten Gesundheitszustandes nur ein Jahr in diesem Amt arbeiten. 
Er starb 1790 in Hillsborough und wurde hinter einer kleinen Presbyterianischen Kirche begraben. 1894 wurden seine sterblichen Überreste in den Guilford Courthouse National Military Park in North Carolina überführt, wo sie neben denen von John Penn liegen, einem anderen der drei Unterzeichner der Unabhängigkeitserklärung der USA aus North Carolina.

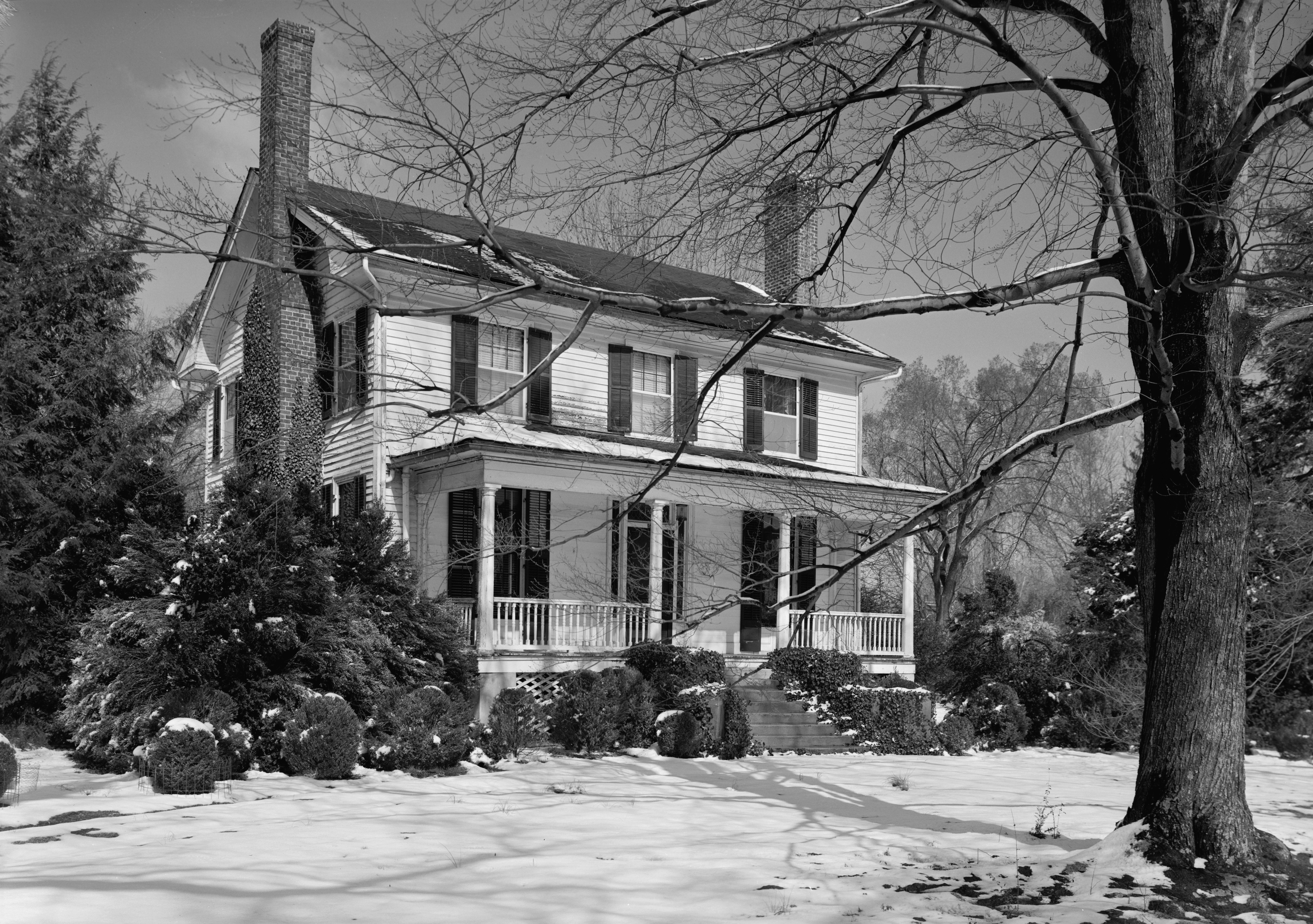
1772 erbautes Wohnhaus von General Francis Nash, William Hooper und Gouverneur William Alexander Graham.

Sein letzter bekannter Wohnsitz, das Nash-Hooper-Haus steht noch heute in der 118 West Tryon street in Hillsborough, North Carolina. Mehrere Familienmitglieder wurden unter einem Monument in der University of North Carolina in Chapel Hill begraben.